# Malarstwo włoskiego manieryzmu
Manieryzm włoski – okres w historii malarstwa włoskiego, traktowany jako niezależna epoka lub jako etap przejściowy między renesansem a barokiem. Dzieła zwykle traktowane jako manierystyczne powstawały głównie w latach 1520–1580, chociaż trudno w przypadku tego nurtu mówić o jakiejś wyraźnej spójności w czasie.

## Geneza
Manieryzm (wł. maniera – 'maniera') narodził się jako delikatny sprzeciw wobec surowych zasad malarskich renesansu. Odrodzenie narzuciło malarzom liczne rygory kompozycyjne i formalne, wśród których najistotniejsza dla dalszych rozważań jest proporcjonalność ludzkiego ciała oraz swoisty renesansowy "zaangażowany" realizm.
Malarze renesansowi, postępując zgodnie z ideałami humanizmu, przywiązywali wielką wagę do postaci ludzkich na swoich obrazach. Choć z wnikliwego badania proporcji ludzkiego ciała zasłynął głównie Leonardo da Vinci, w dobrym tonie było, aby malarz w XV i XVI wieku studiował anatomię człowieka. Przywiązanie do dokładnego oddawania rzeźby człowieka doprowadzało niektórych artystów wręcz do przesady, czego świadectwem są choćby freski Michała Anioła w Kaplicy Sykstyńskiej (1508; potem 1534). Postaci ludzkie na tych freskach mają w wielu przypadkach nienaturalnie naprężone mięśnie, przypominające trochę współczesne zdjęcia kulturystów.
"Zaangażowany realizm" zaś to skrótowe określenie silnego przekonania, że poprzez dzieło malarskie realizuje się podziw dla Boskiego tworu, jakim jest człowiek. Malarz renesansowy był więc w pewnym sensie zobowiązany do specyficznego, humanistycznego podejścia; do niemalże dydaktycznego pokazania prawdy o człowieku. Dobrą ilustracją jest tu choćby obraz "Portret dziadka z wnuczkiem" pędzla Domenico Ghirlandaio. Na tym obrazie twarz starca jest naznaczona śladami licznych chorób, ale wyraźna jest intencja twórcy, aby promieniała wewnętrznym pięknem. To, co w pierwszym etapie renesansu było szlachetnym przekazem, w latach późniejszych stało się manierą.
Drugim obliczem owego realizmu jest bardzo silna asceza obrazów renesansowych. Nie należy traktować tej tezy dosłownie, ponieważ tak złożony nurt, jak włoski renesans, manifestował się w olbrzymiej różnorodności form. Wystarczy jednak spojrzeć na "Szkołę ateńską" Rafaela lub w większym stopniu na jego "Zaślubiny Marii". Otoczenie, w jakim umieszczone są te postaci, to precyzyjna i ascetyczna siatka perspektywy. Dominuje klasyczna architektura, marmur, ostre kanty i potężne jońskie kolumny. (Należy jednak dodać, że renesans w wykonaniu np. van Eycka jest dużo bardziej przytulny.)
Właśnie z intelektualnego buntu przeciwko tym tendencjom narodził się manieryzm, chociaż historycy sztuki przedstawiają mnogość wersji genezy tego stylu.

## Najważniejsze cechy
Manieryzm, buntujący się przeciwko rygorystycznemu realizmowi renesansu, manifestuje się w celowym naginaniu reguł anatomii i praw fizyki. Malarz manierystyczny może dodać parę kręgów szyjnych. Może pozbawić czyjeś ciało masy – unieść je, wygiąć je na iście secesyjną modłę i wpleść w zapierającą dech w piersiach konfigurację eterycznych ciał. Może ubrać sąsiadujące postaci w gryzące się ze sobą kolory. Gdyby epoki malarskie krzyczały, pierwszymi słowami manieryzmu włoskiego byłyby: „Mogę! Mogę!”
Nie należy jednak przypisywać manieryzmowi rokokowego rozpasania. W XVI wieku nikt nie ośmieliłby się umieścić w rogu obrazu pulchnego Amorka. Żaden manierystyczny architekt nie ozdobiłby gzymsu stadkiem gipsowych putt. Manieryzm nieprzypadkowo jest traktowany jako era przejściowa między renesansem a barokiem. Zachowuje bowiem renesansowy umiar przy korzystaniu z barokowej swobody. Jak kulturalny pijak Rembrandta – bawi się, ale z czającą się na dnie oka nutą powagi. Stąd też tematyka płócien nie wykracza poza kanon renesansu, co daje zresztą ciekawą okazję do porównywania stylów. „Ostatnia wieczerza” Leonarda da Vinci kontra „Ostatnia wieczerza” Tintoretta. „Madonna z Dzieciątkiem” Jeana Fouqueta kontra „Madonna z Dzieciątkiem” Jacopa Pontorma (albo i „Madonna z długą szyją” Parmigianina). I tak dalej. Najpiękniejsze w przyglądaniu się dziejom malarstwa jest właśnie odnajdywanie drobnych różnic, które pozwalają na ujrzenie na własne oczy osławionego „ducha epoki”.
Podsumowując, trudno jest tak naprawdę wypunktować cechy tego kierunku w malarstwie, a i granica między obrazem manierystycznym a renesansowym jest umowna. Wśród cech najbardziej charakterystycznych można wymienić: płynności linii, zwiewność postaci, ich wydłużone sylwetki i bogatą kompozycję obrazu.

## Malarze

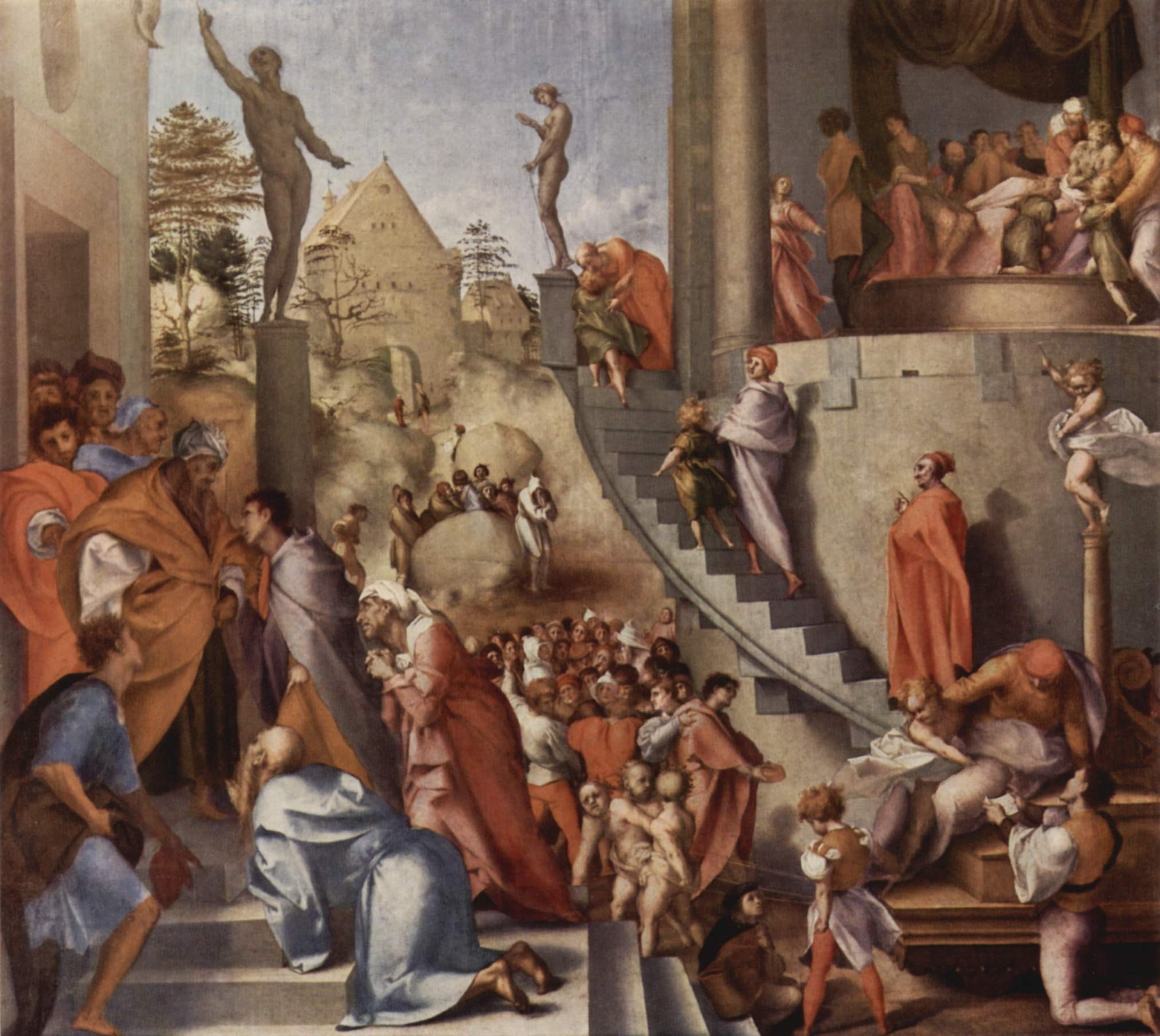
Jacopo Pontormo – "Józef w Egipcie"

Pierwszym obrazem uznawanym za kanonicznie manierystyczny, jest Józef w Egipcie lub Wjazd Józefa do Egiptu Jacopa Pontorma. Na płótnie ledwie widoczny jest tytułowy bohater obrazu – mamy do czynienia z niesamowitym zagęszczeniem postaci i wydarzeń. Kompozycję obrazu wieńczą dwie smukłe rzeźby, które również odwracają uwagę widza. Zwróćmy uwagę, że choć w wielu malarskich interpretacjach Pokłonu trzech króli (np. tej pędzla Gentilego da Fabriano) pojawia się tłum, to nigdzie dotychczas ów tłum nie był aż tak przytłaczająco zaakcentowany.
Konieczne jest również wymienienie wspomnianej już wyżej Madonny z długą szyją autorstwa Parmigianina, często zapisywanego błędnie Parmigiano. Madonna Parmigianina otrzymała swój przydomek od faktycznie niezwykle długiej szyi, która jest niemalże znakiem rozpoznawczym włoskiego manieryzmu. Oprócz nienaturalnie wydłużonej szyi, również całe ciało Madonny jest rozciągnięte, a ciało Jezusa zostało wręcz zdeformowane, aby odpowiadało konwencji obrazu. Oprócz tych geometrycznych przeinaczeń, płótno jest czysto renesansowe – jest więc i wyraźny podział na dwa plany (jak np. w Biczowaniu Piera della Francesca), i klasyczna kolumna dorycka, i twarz Matki Boskiej niemal przerysowana z obrazów Sandra Botticellego.
Agnolo Bronzino lubował się w tworzeniu zagadek interpretacyjnych, i jedną z nich jest jego słynne płótno Zwycięstwo Czasu nad Miłością. Wyjaśnianie znaczenia tego obrazu jest ulubioną zabawą znudzonych historyków sztuki, a zadanie to nie jest łatwe. Bronzino bowiem umieścił na obrazie niezwykłą ilość symboli – klepsydrę, gołębia, jabłko,  alegorię Rozpaczy i inne. Głównym tematem obrazu jest jednak para dość odważnie ze sobą flirtujących putto i kobiety, symbolizujących w większości interpretacji Miłość i Pożądanie lub Miłość i Przyjemność. Ciała obu kobiet są niezwykle wydłużone i posągowo białe. Wielu historyków sztuki opowiada się już za instrumentalną interpretacją nagości, zgodnie z którą Bronzino potraktował mitologiczne zmagania wartości jako pretekst do przedstawienia manierystycznej wersji aktu. Byłoby to dyskretne odejście od ideałów renesansu, który uświęcał ludzkie ciało, a nagość traktował z powagą.
Zuzanna i starcy Tintoretta (ok. 1560) to obraz mało renesansowy, zwłaszcza po porównaniu go z interpretacją tego samego tematu dokonaną przez Lorenza Lotta w 1517 roku. Lotto pokazuje ciało Zuzanny ostrożnie; osłania je suknem i dyskretnym cieniem, a główna walka na obrazie odbywa się między słowami. Dziewczyna trzyma bowiem w ręku długi zwój papieru, a podobny trzyma jeden ze starców; na nich zapisane są odpowiednie fragmenty z Biblii. Tintoretto podchodzi do tematu inaczej. Ciało Zuzanny jest najlepiej oświetloną płaszczyzną obrazu i zajmuje sporą część jego powierzchni. Rzeźba jej brzucha i piersi są już Rubensowe, a łagodny uśmiech dziewczyny i jej panieński rumieniec przywodzą na myśl frywolne rokokowe obrazki (np. Dianę w kąpieli François Bouchera). Choć sam Tintoretto przez większość swego życia był dość konserwatywny, tutaj jawi się pierwszą jaskółką nadchodzącego baroku.
Innymi malarzami tego okresu byli Rosso Fiorentino czy Correggio. Niektórzy za manierystyczne uważają zabawy malarskie Giuseppe Arcimboldo. Z kierunkiem tym łączy się również postać El Greca, który jednak Włochem nie był.

## Koniec i początek
Końcem manieryzmu był wiek XVI. Malarze zmęczyli się już ostrożnym eksperymentowaniem i poszli krok dalej w renesansowy czas  – pierwszym z nich był najprawdopodobniej Annibale Carracci, który przekroczył cienką linię między manieryzmem a barokiem.